# Мечът на истината
 Тази статия е за литературната поредица.  За сериала вижте Мечът на истината (сериал).  
„Мечът на истината“ (на английски: The Sword of Truth) е поредица от 21 романа и 6 повести във фентъзи поджанра „Меч и магия“ на американския писател Тери Гудкайнд. Книгите проследяват главните герои Ричард Сайфър, Калан Амнел, Ничи, Кара и Зедикус Зул Зорандер в стремежа им да победят потисниците, които се стремят да контролират света, и онези, които желаят да разпрострат злото върху света на живите. Въпреки че всеки роман е написан самостоятелно, с изключение на последните три, които са замислени като трилогия, те следват обща времева линия и са свързани от текущи събития, които се случват в цялата поредица.
Поредицата започва през 1994 г. с романа „Първото правило на магьосника“.  Гудкайнд написва още осемнадесет романа, в допълнение към повестта „Дългът на костите“. Последният роман от поредицата, Heart of Black Ice, излиза през 2020 г. 
Към 2008 г. по целия свят са продадени 25 милиона копия от книгите от поредицата, а тя е преведена на над 20 езика, включително и на български. 
Телевизионна адаптация на романите, озаглавена „Легендата за Търсача“, продуцирана от Студия „Ей Би Си“, е излъчена за първи път в САЩ на 1 ноември 2008 г. Телевизионният сериал свободно адаптира книжната поредица, смесвайки елементи от няколко тома.
Кийт Паркинсън е художник на кориците на всички романи от първото издание, с изключение на „Първото правило на магьосника“ и „Кръвта на братството“. По-късно на английски език са публикувани нови издания с твърди и меки корици на тези две книги, с нови илюстрации на кориците от Паркинсън.

## Синопсис
Внимание:  Текстът по-долу разкрива сюжета на произведението (или части от него)!
Действието на поредицата се развива в измислен свят, разделен на два основни района: Новия свят и Стария свят. Новият свят включва три основни територии:
- Западната земя – район без магия, управляван от съвет от представители;
- Средната земя – разположена между Западната земя и Д'Хара, ръководена от Съвет начело с Майката-изповедник;
- Д'Хара – магическа земя, управлявана от член на сем. Рал, надарен с магически способности.

Важна роля в управлението на Средната земя играят Изповедниците – група жени с магическа дарба, която им позволява да принуждават хората към пълна преданост и искреност. Докоснатите от силата на Изповедник губят свободната си воля и му се подчиняват напълно, откъдето произлиза и названието на групата.
Старият свят се появява за първи път във втората книга от поредицата. Неговата география е описана по-ограничено, но той играе ключова роля в по-късните събития, особено с появата на Имперския орден.
Главният герой в поредицата е Ричард Сайфър – млад водач в горите на Западната земя. След като става Търсач на истината, животът му се променя коренно. Той се посвещава на защитата на истината и справедливостта, като постепенно открива своето наследство и се изправя срещу заплахи, които застрашават света на живите.
Темите за свободата, личния избор и моралните принципи са водещи в развитието на героя. Ричард отказва да се откаже от ценностите си, което вдъхновява другите да преосмислят значението на свободата и човешкото достойнство.
Всяка книга в поредицата е тематично свързана с едно от т.нар. Правила на магьосника – философски принципи, които магьосниците следват. Тези правила служат като морална и сюжетна рамка за развитието на историята.
Единадесетият роман, „Изповедник“, завършва основната сюжетна линия, свързана с нахлуването на Имперския орден – тоталитарна империя от Стария свят, водена от император Джаганг. Последната книга от поредицата, Warheart, все още не е преведена на български език и служи като заключителен роман.

### Въведение

#### Първото правило на магьосника
Първата книга от поредицата, „Първото правило на магьосника“ (на англ. Wizard's First Rule), се развива в Новия свят, приблизително двадесет години след издигането на две магически граници, които разделят Западната земя, Средната земя и Д'Хара. Сюжетът проследява разрастването на Империята Д'Харан, водена от Даркен Рал, който започва военна кампания за завладяване на Средната земя. Целта му е да придобие контрол над древна магическа сила, известна като Кутиите на Орден – артефакти, способни да манипулират самата същност на живота и смъртта.
Историята започва малко след убийството на бащата на Ричард Сайфър, млад водач в горите на Западната земя. Ричард среща Калан Амнел, Майката-изповедник от Средните земи, която търси легендарния магьосник, известен като „Стария“. Скоро става ясно, че най-добрият приятел и наставник на Ричард – Зедикус Зул Зорандер (Зед) – е именно този магьосник.
Зед назначава Ричард за Търсач на истината и му връчва Меча на истината – магически артефакт, който действа според възприятието на притежателя си. Мечът може да порази всичко, което се възприема като заплаха, но не може да нарани невинни. Освен това той усилва гнева на притежателя си, предоставяйки му допълнителна сила, ловкост и решителност.
Ричард, Калан и Зед предприемат пътуване през Средниата земя, за да открият последната от Кутиите на Орден, преди Даркен Рал да успее да ги използва. По време на това пътешествие Ричард и Калан развиват романтична връзка. Кулминацията на романа настъпва, когато Ричард успява да надхитри Даркен Рал, като го подвежда да направи фатална грешка. В края на книгата се разкрива и истинският произход на Ричард, който има ключово значение за бъдещите събития в поредицата.

### Нашествие на Императорския орден

#### Камъкът на сълзите
Втората книга, „Камъкът на сълзите“ (на англ. Stone of Tears), започва непосредствено след събитията от „Първото правило на магьосника“. Без знанието на Ричард Сайфър, отварянето на Кутиите на Орден разкъсва завесата между световете на живите и мъртвите, позволявайки на слугите на Пазителя на Подземния свят да проникнат в света на живите.
Ричард и Калан Амнел се завръщат при Калните хора, с които са се сприятелили по-рано, и решават да се оженят. Плановете им обаче са осуетени, когато Ричард е заловен от Сестрите на светлината – магьосници от Стария свят, които обучават мъже с дарба. Той е отведен в Двореца на пророците, докато Калан пътува до Ейдиндрил, за да потърси помощ от Зед. По пътя тя става свидетел на началото на нахлуването на Императорския орден, воден от император Джаганг.
В Ейдиндрил Калан открива, че нейният народ е под влиянието на покварения морал на Ордена и е осъдена на смърт. Междувременно в Двореца на пророците Ричард научава повече за магията, пророчествата и собствената си самоличност. Той успява да избяга и се завръща в Д'Хара, за да попречи на Пазителя да унищожи света на живите.
Книгата завършва с това, че Ричард открива Калан в безопасност, скрита от Зед, и двамата се събират отново.

#### Кръвта на братството
Третата книга, „Кръвта на братството“ (на англ. Blood of the Fold), проследява усилията на Ричард да се събере с Калан, които са възпрепятствани от появата на звероподобни убийци, наречени Мрисуит, и от напредването на армията на Императорския орден в Новия свят.
Ричард приема самоличността на военен магьосник и, като син на Даркен Рал, претендира за трона на Д'Хара. Целта му е да обедини разпокъсаната Средна земя, отслабена в отсъствието на Калан. Междувременно Калан, придружена от магьосницата Ади, е заловена от фанатичната група Кръвта на братството, която се противопоставя на магията по религиозни причини. Групата е манипулирана от Джаганг да служи на неговите цели.
След като научава, че Калан и Ади са отведени в Двореца на пророците, Ричард пътува до Стария свят, за да ги спаси. Той използва възможността, за да унищожи двореца, като така лишава Джаганг от достъп до неговите магически ресурси. Верна, новият прелат на Сестрите на светлината, повежда своите ученици към армията на Д'Хара.
Ричард и Калан се завръщат в Ейдиндрил, където побеждават Мрисуит и Кръвта на братството, укрепвайки съпротивата срещу Императорския орден.

#### Храмът на ветровете
Четвъртият роман, „Храмът на ветровете“ (на англ. Temple of the Winds), проследява усилията на Ричард Сайфър, Калан Амнел и техните съюзници да спрат смъртоносна чума, изпратена от император Джаганг, и да предотвратят завземането на ключови магически артефакти, които биха му осигурили победа във войната.
Нейтън Рал, пророк и прародител на Ричард, получава книги от Джаганг по силата на предишна сделка. В отговор той изпраща Зед и Ан, бивш прелат на Сестрите на светлината, да унищожат пророчествата, съхранявани в съкровището Джокопо, за да попречат на врага да ги използва.
Според пророчество, свързано с чумата, Калан трябва да предаде Ричард, за да получи достъп до Храма на ветровете – древно магическо място, способно да спре заразата. В храма се появява духът на Даркен Рал, който отказва да освободи Ричард, освен ако той доброволно не се зарази с чумата.
След като Ричард се завръща, той и Калан си прощават за трудните решения, които са взели. С помощта на Нейтън и Кара, член на Морещиците, Калан успява да излекува Ричард. Книгата завършва със сватбата на Ричард и Калан в селото на Калните хора, където те се събират отново със Зед и Ан, отбелязвайки кратък миг на мир и обединение.

#### Душата на огъня
Петият роман, „Душата на огъня“ (Soul of the Fire), продължава непосредствено след събитията от „Храмът на ветровете“ и проследява Ричард Сайфър и Калан Амнел, изправени пред две основни заплахи: изчезването на магията и предателството на нацията Андерит, която обмисля да се предаде на Императорския орден.
Андерит е ключова територия, контролираща Домини Дърч – древно оръжие за масово унищожение. Ричард и Калан откриват, че разрушителна магия, наречена Камбанките, е била освободена. Тя източва магията от света, причинявайки провал на магически заклинания и гибел на магически създания.
Двамата се отправят към Андерит, вярвайки, че мястото е свързано с Камбанките. Докато армията на император Джаганг настъпва към региона, Ричард се опитва да убеди андеритите да се присъединят към Империята Д'Харан, но не успява да ги убеди. Междувременно Ан, бивш прелат на Сестрите на светлината, се опитва да освободи своите сестри, поробени от Джаганг, но е предадена и заловена. С помощта на бившата си ученичка – Сестра на тъмнината, тя успява да избяга.
Книгата завършва с това, че Ричард успява да прогони Камбанките, спасявайки магията. Той решава да се върне в Западната земя, за да помогне на Калан да се възстанови от нараняванията, получени в Андерит. Ричард избира да изчака, докато народите от Новия свят му докажат, че наистина желаят свобода, а не просто защита.

#### Вярата на прокудения
Шестият роман, „Вярата на прокудения“ (Faith of the Fallen), обхваща период от над година и половина и проследява разделените пътища на Ричард Сайфър и Калан Амнел, докато се борят срещу нарастващата заплаха от Императорския орден.
Ничи, Сестра на тъмнината и вярна последователка на Ордена, пленява Ричард и го отвежда в Стария свят, използвайки магическо заклинание, което ѝ позволява да контролира живота на Калан. Това принуждава Ричард да се подчини, за да защити любимата си.
Невъзможно да последват Ричард, Калан и Кара се присъединяват към армията на Д'Хара в Средната земя. Калан поема командването и успява да възпрепятства армията на Джаганг да превземе Ейдиндрил – политически и стратегически център на региона. Въпреки усилията си, тя осъзнава, че не може да спре напълно настъплението на Ордена и решава да пътува до Стария свят с Кара, за да открие Ричард.
В столицата на Стария свят – Алтур'Ранг, Ричард започва да вдъхновява местните жители, включително самата Ничи, да преосмислят моралните си убеждения и да се противопоставят на тиранията на Ордена. Под негово влияние, населението се надига и обявява града за свободен от властта на Джаганг.
Разкайвайки се за действията си, Ничи премахва магическата връзка с Калан и се присъединява към Ричард и Калан в борбата им срещу Императорския орден.

### Пътешествие в Стария свят

#### Стълбовете на Сътворението
Седмият роман, „Стълбовете на сътворението“ (The Pillars of Creation), се отличава от предходните книги в поредицата с това, че Ричард Сайфър и Калан Амнел не са централни персонажи. Вместо тях, сюжетът се фокусира върху Дженсен Рал и Оба Рал – полусестра и полубрат на Ричард, които не знаят за роднинската си връзка с него.
И двамата са напълно ненадарени, което ги прави имунизирани срещу магия – рядко срещано състояние в света на поредицата. Дженсен, която е прекарала живота си в бягство от лорд Рал (първоначално Даркен Рал), среща Себастиан – шпионин на Императорския орден, който я убеждава, че идеологията на Ордена е добродетелна и че Ричард, новият лорд Рал, е тиранин.
Подведена от Себастиан, Дженсен се присъединява към армията на Джаганг, която започва атака срещу Двореца на Изповедника в Ейдиндрил. След поражението на армията, тя сключва сделка с Пазителя на Подземния свят, като се съгласява да се предаде в замяна на смъртта на Ричард.
Паралелно с това Оба Рал изпълнява нарежданията на Пазителя, който го използва като инструмент в опит да проникне в света на живите. В кулминацията на романа, Дженсен осъзнава измамата на Ордена и избира да помогне на Ричард в борбата му срещу Джаганг, отхвърляйки лъжите, които са я водили дотогава.

#### Уязвимата империя
В осмия роман, „Уязвимата империя“ ( на англ. Naked Empire), Ричард и Калан са прекъснати по време на пътуването си към Новия свят, когато се срещат с Оуен, представител на отдалечената империя Бандакар. Оуен моли за помощ срещу Имперския орден, който е поробил народа му. Когато Ричард отказва, тъй като има по-спешни задачи, Оуен го отравя, принуждавайки го да се съгласи да помогне, като обещава противоотрова само при изпълнение на мисията.
Ричард и Калан откриват, че бандакарианците, подобно на Дженсен и Оба, са напълно ненадарени и имунизирани срещу магия. Те са били лесно покорени от Ордена, защото са се отказали от всякакво насилие и съпротива – философия, наложена от техните духовни водачи.
Ричард осъзнава, че истинската слабост на Бандакар не е липсата на магия, а липсата на воля за съпротива. Чрез поредица от предизвикателства и уроци, той ги убеждава да се борят за свободата си. В този процес, Ричард преоткрива природата на своя дар, който е бил временно загубен поради погрешно разбиране на неговото предназначение.
Паралелно с това Магьосническата крепост в Ейдиндрил е инфилтрирана от поробени бандакарианци, използвани от Ордена. Зед и Чейс успяват да си върнат крепостта, докато в Бандакар армията на Имперския орден е победена, благодарение на новопробудената решителност на народа.

### Лавинен огън
Финалната сюжетна дъга на поредицата „Мечът на истината“ се състои от три романа – „Лавинен огън“, „Призраци“ и „Изповедник“. Трилогията завършва конфликта с Императорския орден и неговия лидер Джаганг, като поставя философски и магически финал на историята.

#### Лавинен огън
В „Лавинен огън“ (на англ. Chainfire), след като се възстановява от тежко нараняване, Ричард Сайфър се събужда и открива, че Калан Амнел е изчезнала, а никой не си спомня нейното съществуване. Сестрите на мрака са я отвлекли и са използвали магията „Лавинен огън“, за да изтрият спомените на всички, включително и нейните собствени. Единствено Ричард, защитен от Меча на истината, запазва паметта си.
Сестрите използват Калан, за да откраднат Кутиите на Орден от Народния дворец в Д'Хара, с намерението да освободят Пазителя на Подземния свят. Без да знаят, Джаганг все още има достъп до умовете им и следи техните действия.

#### Призраци
В „Призраци“ (на англ. Phantom) Ричард, действащ под псевдоним, е заловен от Императорския орден, който се насочва към Народния дворец. Калан, също пленена, вижда Ричард и, въпреки че не го разпознава, усеща вътрешен подтик да се бори и да възстанови спомените си. Постепенно тя започва да си припомня миналото, докато Ричард организира бягството им.

#### Изповедник
В „Изповедник“ (на англ. Confessor) Ричард и Калан се завръщат в Народния дворец, където Ричард побеждава както Сестрите на мрака, така и Джаганг. За да премахне заклинанието „Лавинен огън“, Ричард използва магията на Орден. С тази сила той възстановява спомените на всички за Калан и създава паралелна вселена, в която прогонва онези, които отказват да приемат свободата, индивидуалността и личната отговорност.
Дженсен и жителите на Бандакар доброволно избират да се заселят в този нов свят, лишен от магия, за да предотвратят нейното изчезване в света на Ричард. След това Ричард затваря портала между световете, окончателно разделяйки ги.
Поредицата завършва със сватбата на Кара и генерал Мейфърт, както и с декларацията на Ричард, че традиционните молитви на Д'Хара вече не са необходими, защото всеки човек е отговорен за собствения си живот.

### Прелюдии
Освен основната поредица Тери Гудкайнд създава и допълнителни произведения, които разширяват света на „Мечът на истината“.

#### Дългът на костите
„Дългът на костите“ (на англ. 'Debt of Bones) е кратък разказ, написан от Гудкайнд за антологията Legends (1998), редактирана от Робърт Силвърбърг. През 2001 г. разказът е публикуван като самостоятелна повест. Действието се развива няколко десетилетия преди събитията в „Първото правило на магьосника“ и проследява създаването на магическите граници, които разделят Западната земя, Средната земя и Д'Хара.

#### Първият изповедник
„Първият изповедник: Легендата за Магда Сеарус“ (на англ. The First Confessor: The Legend of Magda Searus) е роман, чието действие се развива хилядолетия преди основната поредица. Първоначално издаден като електронна книга на 15 юли 2012 г., той излиза и на хартиен носител през юли 2015 г. Романът разглежда ключови събития от историята на света, включително Войната на магьосниците, създаването на Меча на истината, възникването на институцията на Изповедниците и последиците от разрушаването на магията чрез Храма на ветровете. Според официалния уебсайт на автора, книгата представлява „основата“ на поредицата „Мечът на истината“.

### Поредица „Ричард и Калан“
На 2 април 2010 г. на официалния уебсайт и в Ютюб канала на Тери Гудкайнд е публикуван видеоклип, обявяващ нов роман с участието на Ричард и Калан, озаглавен „Машина за знамения“ (на англ. The Omen Mahine), който излиза на 16 август 2011 г. Сюжетът на книгата се развива непосредствено след събитията в „Изповедник“, започвайки в нощта на сватбата между генерал Бенджамин Майфърт и Морещицата Кара. Под земята е открита загадъчна машина, която започва да дава предсказания — повечето на пръв поглед безобидни. Въпреки това, магьосникът Зед вярва, че устройството трябва да бъде унищожено, особено след като то изрича пророчество, което го ужасява — предсказание, способно да разруши живота на Ричард и Калан.
Вторият роман от поредицата, „Третото кралство“ (на англ. The Third Kingdom), е публикуван на 20 август 2013 г. След нападение от мистериозни създания, наречени „получовеци“ от Тъмните земи, Ричард и Калан се оказват изолирани от своите съюзници. В опит да ги спаси, Ричард се впуска в опасно пътешествие, по време на което се сблъсква със зловещия епископ Ханис Арк.
Третата книга, „Severed Souls“, непреведена на български, излиза на 5 август 2014 г. В нея Ричард и Калан са заразени със смъртоносното проклятие на Жит – „петното на смъртта“ – и отчаяно търсят лек. Император Сулахан и епископ Ханис Арк водят армия от немъртви и „полухора“ към сърцето на Д'Хара, заплашвайки да унищожат всичко живо. Ричард получава мистериозно послание от Магда Сеарус и Мерит, изпратено през времето, което може да се окаже ключ към спасението. В кулминацията на събитията Калан умира, а Ричард жертва собствената си душа, за да я върне обратно в света на живите. Романът е наситен с философски размисли за съдбата, саможертвата и силата на любовта, като подготвя читателя за драматичния финал в „Warheart“.
Четвъртият и последен роман от поредицата, „Warheart“, непреведен на български, е публикуван на 17 ноември 2015 г. Той продължава събитията от „Severed Souls“, като Ричард Сайфър е изправен пред най-голямото си предизвикателство – да спаси Калан и себе си от смъртта, наложена от Живата дева. Същевременно император Сулахан и епископ Ханис Арк водят армията си към сърцето на Д'Хара, заплашвайки да унищожат всичко, което Ричард защитава. В търсене на решение, Ричард трябва да се изправи срещу древни сили, да преодолее магически бариери и да направи избор, който ще определи съдбата на света. Темите за свободната воля, моралната отговорност и силата на любовта са в основата на повествованието, като романът завършва епичната сага с драматичен и философски финал.

### Хрониките на Ничи
„Хрониките на Ничи“ (на англ. The Nicci Chronicles) е поредица от романи на Тери Гудкайнд, която продължава събитията след финала на четирите книги за Ричард и Калан. В центъра на сюжета са бившата Сестра на мрака Ничи и бившият пророк Нейтън Рал, които поемат водеща роля в новите конфликти, възникнали в света на Д'Хара.
Поредицата проследява техните усилия да възстановят реда след разпадането на Империята на Д'Хара, да се справят с нови магически заплахи и да изследват границите на свободната воля и моралната отговорност — теми, характерни за философията на Гудкайнд.
Романите от поредицата не са превеждани на български.

#### Господарката на смъртта
„Death's Mistress“ е първият роман от поредицата „Хрониките на Ничи“ и 18-и по хронология във вселената на „Мечът на истината“. Книгата е публикувана на 24 януари 2017 г. и поставя началото на нова сюжетна линия, фокусирана върху Ничи — бивша Сестра на мрака — и пророка Нейтън Рал, след събитията от „Warheart“.
След като се разделя с Ричард и Калан, Ничи тръгва на мисия в Тъмните земи, придружена от Нейтън. Там те посещават вещицата Ред, която им разкрива загадъчно пророчество, според което Ничи е предопределена да спаси света. По време на пътуването си двамата преминават през познати и непознати територии, включително Фантомния бряг — некартографиран и опасен регион.
Към тях се присъединява младият моряк Банън, когото Ничи спасява. Триото се сблъсква с множество предизвикателства: битки с варварския народ Норукай, морски чудовища, прокълнат съдия, който замразява население с магическа огърлица, и среща с последния дракон в Стария свят. В хода на приключението Нейтън започва да губи контрол над магията си, което се свързва с унищожаването на самото пророчество. В крайна сметка героите откриват древен архив, съдържащ тайна магия, която може да промени съдбата на света.

#### Плащаницата на вечността
„Shroud of Eternity“ е вторият роман от поредицата „Хрониките на Ничи“ и 19-и по хронология във вселената на „Мечът на истината“. Книгата е публикувана на 9 януари 2018 г. и продължава събитията от „Death's Mistress“.
В началото на романа Ничи, Нейтън и Банън достигат до планинския проход Кол Адаир, отвеждащ ги до поле, осеяно с вкаменени войници. Нейтън разпознава символите на армията на генерал Утрос — древен военачалник, служил на император Курган преди около 1500 години. Скоро след това героите срещат трима мистериозни младежи, които разрушават статуите и ги отвеждат в Илдакар — древен град, изолиран от външния свят чрез магически покров, който започва да отслабва.
Ничи, Нейтън и Банън се представят като емисари на лорд Рал и се стремят да сключат съюз с управниците на Илдакар. Градът се оказва общество, доминирано от надарени магове, които живеят в разкош, докато поробват ненадарените. Междувременно прелат Верна Совентрин и генерал Зимър, завърнали се в Танимура за разкопки на Двореца на пророците, решават да се включат в мисията на Ничи и Нейтън.

#### Каменна обсада
„Siege of Stone“ е третият роман от поредицата „Хрониките на Ничи“ и 20-и по хронология във вселената на „Мечът на истината“. Книгата е публикувана на 31 декември 2018 г. и продължава събитията от „Shroud of Eternity“.
След въстанието на робите и падането на магическия съвет в Илдакар, Ничи, Нейтън и Банън остават в града, за да помогнат за възстановяването му. При бягството си командир Максим — съпруг на сваления лидер — разрушава древно заклинание, което е държало армията на генерал Утрос вкаменена в продължение на 1500 години. Това води до събуждането на стотици хиляди каменни войници, които подновяват войната си в името на отдавна мъртвия император Курган.
Докато Илдакар е под обсада, нова заплаха се надига от морето — кралят на Норукай, Грийв, планира мащабни нападения срещу града и Империята Д'Харан, с амбицията да завладее Стария свят. Ничи, Нейтън и Банън трябва да използват всички магически ресурси на Илдакар, за да защитят града и да предотвратят унищожението на цивилизацията.

#### Сърце от черен лед
„Heart of Black Ice“ е четвъртият и последен роман от поредицата „Хрониките на Ничи“ и 21-ви по хронология във вселената на „Мечът на истината“. Книгата е публикувана на 21 януари 2020 г. и завършва сюжетната линия, започнала с „Death's Mistress“.
След събитията в „Siege of Stone“ Ничи предприема пътуване на север, за да предупреди градовете на Стария свят за предстоящите нападения. Междувременно ръководството на Илдакар я предава, като възстановява магическия покров „Плащаницата на вечността“ и я оставя изолирана в руините на древния град Ороганг, разположен в планините на Фантомния бряг. Третият Слиф — магическо същество, лоялно към покойния император Сулахан — осъзнава, че Ничи е враг и я изоставя.
Банън е заловен и поробен от варварския народ Норукай, докато армията на главните герои е значително превъзхождана от събудените каменни войници на генерал Утрос. В опит да завладеят Стария свят, Утрос и кралят на Норукай, Грийв, сключват съюз и обявяват война на Д'Хара. Ничи, Нейтън и техните съюзници трябва да се изправят срещу тази двойна заплаха, за да предотвратят пълно унищожение.

### Децата на Д'Хара
През 2019 г. Тери Гудкайнд започва да публикува поредица от повести, обединени под заглавието The Children of D'Hara („Децата на Д'Хара“), които проследяват събитията след финала на „Warheart“. Поредицата включва пет части и се фокусира върху живота на Ричард Рал и Калан Амнел в новия мирен период, както и върху възникването на нови заплахи за Империята на Д'Хара.
След края на войната, Ричард обещава на Калан, че ще работят за настъпването на нов Златен век. Внезапно Народният дворец е нападнат от земноводна раса от същества от друго измерение, наречени Глий. Те ловуват хора за забавление и служат на своята кралица, известна като Златната богиня. Глий притежават способността да обладават хора и да изчезват по желание, но са уязвими към магията, която ги плаши и обърква.
Съществата вярват, че ако унищожат кръвната линия на Ричард — най-могъщия жив магьосник — ще се освободят от страха си от магията. В хода на събитията Калан научава, че е бременна с близнаци — децата на Ричард Рал — което поставя нов акцент върху защитата на бъдещето на Д'Хара.
Книгите от поредицата: The Scribbly Man (2019), Hateful Things (2019),  Wasteland (2019), Witch's Oath (2020) и Into Darkness (2020) не са превеждани на български.

#### Допълнителни произведения
Издаден на 18 август 2009 г., „Законът на деветките“ (на англ. The Law of Nines) е роман, който се развива в съвременния свят, приблизително хиляда години след събитията от поредицата „Мечът на истината“. Макар да не е пряко продължение, книгата преплита световете на реалността и магията, като изгражда сюжетен мост между тях.
Главният герой е Алекс Рал – млад художник, който навършва 27 години и не подозира, че е потомък на Дженсен Рал и Том, герои от магическия свят. Животът му се променя, когато е нападнат от мистериозни воини от паралелна вселена. На помощ му идва магьосницата Джакс Амнел, която го въвлича в битка срещу врагове, стремящи се да завладеят технологиите на нашия свят и да ги пренесат в своя.
Алекс трябва да открие истината за произхода си, да овладее новите си способности и да защити света от заплаха, която надхвърля границите на реалността.

## Книги
| Ред на издаване | Хронологически ред | Заглавие                                      | Дата на излизане  | Поредица                       |
| --------------- | ------------------ | --------------------------------------------- | ----------------- | ------------------------------ |
| 1               | 3                  | Първото правило на магьосника                 | 15 август 1994    | „Мечът на истината“            |
| 2               | 4                  | Камъкът на сълзите                            | 15 септември 1995 | „Мечът на истината“            |
| 3               | 5                  | Кръвта на братството                          | 15 октомври 1996  | „Мечът на истината“            |
| 4               | 6                  | Храмът на ветровете                           | 15 септември 1997 | „Мечът на истината“            |
| 5               | 2                  | Дългът на костите                             | 25 август 1998    | Прелюдия                       |
| 6               | 7                  | Душата на огъня                               | 15 март 1999      | „Мечът на истината“            |
| 7               | 8                  | Вярата на прокудения                          | 22 август 2000    | „Мечът на истината“            |
| 8               | 9                  | Колоните на Сътворението                      | 20 ноември 2001   | „Мечът на истината“            |
| 9               | 10                 | Уязвимата империя                             | 21 юли 2003       | „Мечът на истината“            |
| 10              | 11                 | Лавинен огън                                  | 4 януари 2005     | „Мечът на истината“            |
| 11              | 12                 | Призраци                                      | 18 юли 2006       | „Мечът на истината“            |
| 12              | 13                 | Изповедник                                    | 13 ноември 2007   | „Мечът на истината“            |
| 13              | 23                 | Законът на деветките                          | 18 август 2009    | Продължение в далечното бъдеще |
| 14              | 14                 | Машина за знамения                            | 16 август 2011    | „Ричард и Калан“               |
| 15              | 1                  | Първият изповедник: Легендата за Магда Сераус | 2 юли 2012        | Прелюдия                       |
| 16              | 15                 | Третото кралство                              | 20 август 2013    | „Ричард и Калан“               |
| 17              | 16                 | Severed Souls                                 | 12 август 2014    | „Ричард и Калан“               |
| 18              | 17                 | Warheart                                      | 17 ноември 2015   | „Ричард и Калан“               |
| 19              | 18b                | Death's Mistress                              | 24 януари 2017    | „Хрониките на Ничи“*           |
| 20              | 19b                | Shroud of Eternity                            | 9 януари 2018     | „Хрониките на Ничи“*           |
| 21              | 20b                | Siege of Stone                                | 1 януари 2019     | „Хрониките на Ничи“*           |
| 22              | 18a                | The Scribbly Man                              | 4 април 2019      | „Децата на Д'Хара“*            |
| 23              | 19a                | Hateful Things                                | 6 юни 2019        | „Децата на Д'Хара“*            |
| 24              | 20a                | Wasteland                                     | 1 август 2019     | „Децата на Д'Хара“*            |
| 25              | 21a                | Witch's Oath                                  | 6 януари 2020     | „Децата на Д'Хара“*            |
| 26              | 21b                | Heart of Black Ice                            | 21 януари 2020    | „Хрониките на Ничи“*           |
| 27              | 22a                | Into Darkness                                 | 30 юни 2020       | „Децата на Д'Хара“*            |

- Поредиците „Хрониките на Ничи“ и „Децата на Д'Хара“ започват след Warheart и вървят паралелно.

## Адаптация в телевизионен сериал
През юли 2006 г. Гудкайнд обявява на официалния си уебсайт, че е започнал преговори с режисьора на „Злите мъртви“ и „Спайдърмен“ Сам Рейми и с продуцента Роб Тапърт, за да реализират „Мечът на истината“ като седмичен телевизионен сериал с игрални филми. Според статията, Рейми, Тапърт и Джошуа Донен планират да започнат работа по седмичния сериал с игрални филми „Първото правило на магьосника“ през май 2008 г. Рейми и Тапърт също така искат Гудкайнд да остане тясно ангажиран с проекта. Сериалът е преименуван на „Легенда за Търсача“, защото продуцентите искат да могат да продължат сериала след първата книга и смятали, че заглавието „ Първото правило на магьосника“ е твърде ограничаващо. Премиерата му е на 1 ноември 2008 г.
Има значителни разлики между събитията в романите и тези в сериала.  
Телевизионният сериал се излъчва два сезона, като завършва на 22 май 2010 г. с общо 44 епизода.

## Герои

### Главни герои
- Ричард Рал (Търсача): познат и като Ричард Сайфър, той е главният герой в поредицата. Той е първият магьосник-воин от три хилядолетия, притежаващ както адитивна, така и субстрактивна магия. По призвание е Търсач на истината, а основното му оръжие е Мечът на истината – артефакт, който действа според възприятието на притежателя си. Според пророчествата „той е този, който носи смърт и той сам ще се нарече така“. Ричард е император на Д'Хара и съпруг на Майката-изповедник Калан Амнел.
- Калан Амнел: тя е Майка-изповедник – най-високият ранг сред изповедниците в Средната земя. Смела, решителна и свободолюбива, тя споделя дълбока духовна връзка с Ричард. Нейната магия се активира чрез докосване, като превръща жертвата в напълно предан слуга, загубил свободната си воля. Изповедническата сила се описва като магията на любовта. Калан управлява от Двореца на изповедниците в Ейдиндрил и е начело на Средната земя – един от четирите светове, където се развива действието на романа.
- Зедикус Зул Зорандер (Зед): той е велик магьосник от Първия орден и дядо на Ричард. Укрива се от обществото, за да защити внука си и да го възпита в дух на доброта и мъдрост. Играе ключова роля в обучението на Ричард и в борбата срещу Императорския орден.
- Морещици:  това са жени, обучавани от ранна възраст за елитни убийци и защитници на Господаря Рал. Те използват агиел – магически инструмент за мъчение – и носят кожени дрехи. Цветът на облеклото им обозначава функцията им: червено за мъчение и убийство, кафяво за ежедневие, бяло – когато изберат партньор. Косите им винаги са сплетени на плитка – символ на професията. Обучението им включва жестоки изпитания, наречени „пречупване“, които ги лишават от личност и ги превръщат в безмилостни бойци. След възкачването на Ричард той нарежда към тях да се отнасят с уважение.
- Сестри на светлината: това са жени с адитивна магия, които обучават млади магьосници в Двореца на пророците – място, защитено от времето. Те тълкуват пророчества и служат на Създателя, стремейки се да запазят баланса между доброто и злото. Основното им оръжие е дакрата.
- Сестри на мрака: това са жени с магическа мощ по-голяма от тази на сестрите на светлината. Притежават субстрактивна магия и служат на Пазителя. Някои от тях убиват младите магьосници в Двореца на Пророците, извличат силата им (Хан) чрез фигурка, която свети в портокалова светлина (кулион). Това става като одерат магьосника жив и оставят магията му да изтече от тялото му, или ако я изсмучат.
- Ничи: сестра на мрака и важна фигура в романа. В средата на поредицата тя преминава на страната на доброто, обиквайки живота и неговата красота. Тя е една от най-могъщите магьосници, родени някога, и допълва силата си чрез кражба на Хан-ове. Ничи се преобразява чрез любовта към живота и става съюзница на Ричард и Калан.

### Същества
В поредицата „Мечът на истината“ от Тери Гудкайнд се появяват разнообразни магически същества – някои вдъхновени от митологията, други изцяло оригинални. Те играят ключова роля в развитието на сюжета и в изграждането на света.
| Същество               | Описание | Първа поява                   | Последна поява             |
| ---------------------- | --- | ----------------------------- | -------------------------- |
| Звярът                 | Безформено създание от Подземния свят, приемащо различни форми.                                                  | Лавинен огън                  | Изповедник                 |
| Човекът-птица          | Мистичен шаман сред Калните хора, способен да призовава птици.                                                   | Първото правило на магьосника | Изповедник                 |
| Камбанките             | Фееподобни същества, които източват магията и убиват хора.                                                       | Душата на огъня               | Душата на огъня            |
| Изповедници            | Жени с магия, която принуждава пълна преданост.                                                                  | Първият изповедник            | Into Darkness              |
| Дракони                | Магически същества, свързани с магията; някои могат да говорят.                                                  | Първото правило на магьосника | Хрониките на Ничи          |
| Съноходец              | Магьосник, способен да контролира умовете; единствен представител – Джаганг.                                     | Кръвта на братството          | Изповедник                 |
| Ajudicator             | Магьосник, превръщащ хората в камък чрез амулет.                                                                 | Death's Mistress              | Death's Mistress           |
| Гар                    | Зловещо същество, ловуващо с помощта на кръвожадни мухи.                                                         | Първото правило на магьосника | Изповедник                 |
| Глий                   | Влечугоподобни ловци от друг свят, използващи устройство за преминаване.                                         | The Scribbly Man              | Into Darkness              |
| Полухора               | Бездушни чудовища, канибали, създадени от император Сулахан.                                                     | Третото кралство              | Warheart                   |
| Сърдечни хрътки        | Вълкоподобни същества от Подземния свят, ловуващи чрез сърдечен ритъм.                                           | Първото правило на магьосника | Стълбовете на сътворението |
| Хедж Мейд              | Вещица с окултни сили и смъртоносен писък.                                                                       | Машина за знамения            | Машина за знамения         |
| Животопиец             | Магьосник, който използва заклинание, за да спаси живота си от рак, което го кара почти да обезкърви целия свят. | Death's Mistress              | Death's Mistress           |
| Господарка на живота   | Растително чудовище, създадено от злоупотреба с магия.                                                           | Death's Mistress              | Death's Mistress           |
| Моразет                | Вариант на Морещица от Илдакар, използващи нож вместо агиел.                                                     | Shroud of Eternity            | Heart of Black Ice         |
| Морещици               | Жени, обучени чрез мъчения да служат като телохранители и мъчители.                                              | Първото правило на магьосника | Into Darkness              |
| Мрисуит                | Влечугоподобни бойци, способни да стават невидими.                                                               | Камъкът на сълзите            | Кръвта на братството       |
| Нощен уисп             | Светлинно същество с детски глас, зависимо от компанията на себеподобни.                                         | Първото правило на магьосника | Изповедник                 |
| Жрица на костите       | Номадска пророчица, използваща гарван за сънища.                                                                 | Лавинен огън                  | Изповедник                 |
| Pristinely Ungifted    | Хора, напълно лишени от магия, невидими за надарените.                                                           | Стълбовете на сътворението    | Изповедник                 |
| Пророк                 | Магьосник с дарба за пророчества; изчезва след „Warheart“.                                                       | Камъкът на сълзите            | Warheart                   |
| Скрийлинг              | Изсъхнал труп с игловидни зъби и златни очи, идващ от Подземния свят.                                            | Камъкът на сълзите            | Камъкът на сълзите         |
| Морска змия            | Почитано от Норукай същество, подобно на митични морски змии.                                                    | Камъкът на сълзите            | Камъкът на сълзите         |
| Търсач на истината     | Воин, създаден да води хората към истината, носещ Меча на истината.                                              | Първото правило на магьосника | Into Darkness              |
| Ясновидец              | Човек с пророчески видения; единствен представител – Джебра Бевинвиер.                                           | Камъкът на сълзите            | Изповедник                 |
| Селка                  | Водни същества, създадени за морска война; обитават южните океани.                                               | Death's Mistress              | Heart of Black Ice         |
| Сестри на мрака        | Бивши Сестри на Светлината, служители на Пазителя, крадящи магия.                                                | Камъкът на сълзите            | Изповедник                 |
| Сестри на светлината   | Магьосници, обучаващи млади надарени; живеят в Двореца на пророците.                                             | Камъкът на сълзите            | Heart of Black Ice         |
| Скрин                  | Рогато кучеподобно същество, пазител на границата между живи и мъртви.                                           | Камъкът на сълзите            | Храмът на ветровете        |
| Слайд                  | Оръжие, крадящо души и използващо ги за магии.                                                                   | Уязвимата империя             | Уязвимата империя          |
| Слиф                   | Същество от живак, транспортиращо хора през подземни тунели.                                                     | Кръвта на братството          | Heart of Black Ice         |
| Магьосник (Sorceror)   | Антитеза на магьосника (wizard); притежава противоположни сили.                                                  | Вярата на прокудения          | Вярата на прокудения       |
| Магьосница (Sorceress) | Женски еквивалент на магьосник, с ограничени способности.                                                        | Първото правило на магьосника | Heart of Black Ice         |
| Вещер                  | Мъжки еквивалент на вещица; единствен представител – Мораваска Михек.                                            | Wasteland                     | Witch's Oath               |
| Военен магьосник       | Изключително могъщ магьосник с бойни способности.                                                                | Първото правило на магьосника | Into Darkness              |
| Жена-вещица            | Вещица, способна да вижда бъдещето и да създава илюзии; най-известна – Шота.                                     | Първото правило на магьосника | Into Darkness              |
| Магьосник (Wizard)     | Общ термин за надарени мъже с уникални сили.                                                                     | Първото правило на магьосника | Into Darkness              |
| Зис                    | Рояк от кръвожадни насекоми, пристигнали с комета.                                                               | Heart of Black Ice            | Heart of Black Ice         |

### Магия
В поредицата се появяват и различни магически реликви, артефакти и сили:
- Адитивна магия – магия на света на живите. Може само да добавя или създава.
- Агиел – избрано оръжие на Морещиците. Кожен прът на златна верижка. Захранва се от връзката с господаря им и може да нанесе всякакви щети, които потребителят желае. Често причинява подобна болка на потребителя в замяна, тъй като те обикновено използват същия Агиел, с който самите са били измъчвани.
- Пъргав нож – малка дървена дръжка с изскачаща игла на единия край. Избраното оръжие на Моразет. Причинява болка при докосване на руна.
- Книги на пророчеството – различни книги, в които са записани думите, съпътстващи виденията на пророците. Те помагат да се задействат същите видения у други пророци, които ги четат. Някои са написани по такъв начин, че други не могат да ги разберат или да запомнят нищо от това, което казват в тях.
- Бонд – създаден от Алрик Рал. Всеки, който се закълне във вярност на лорд Рал, е защитен. В замяна, чистокръвните Д'Харанци винаги знаят точно къде се намира техният лорд Рал по всяко време.
- Граница – създадена, за да раздели Западната земя, Средната земя и Д'Хара и да сложи край на войната между тях. Това е стена, изградена от самия Подземен свят, която пробива в света на живите и свети в зелено. Всеки, който мине през нея, умира мигновено.
- Кутии на Орден – три кутии, съхраняващи силата да се контролира почти всичко. Създадена е инструкция, наречена „Книга на преброените сенки“, която да помогне в процеса на придобиване на тази сила.
- Централни места — скрити гробници и крипти, пълни с езотерични книги с пророчества. Създадени, за да пазят книгите на сигурно място за времето, когато ще са най-необходими.
- Верижен пламък — заклинание, предназначено да накара хората да забравят, че даден човек съществува. То изтрива цялата памет на индивида, възстановява нови спомени, когато се открие липсваща памет, и прави невъзможно формирането на нови спомени за някого, правейки човека почти невидим.
- Кондар (Кървава ярост) – специална Изваждаща сила, която може да бъде използвана от някои Изповедници. Въвежда ги в транс, позволява им да призовават мълнии и прави силите им на Изповед неограничени.
- Поле за задържане — стая, омагьосана да бъде херметически запечатана по отношение на магията. Позволява на хората да правят магии в изолация или да се опитват да работят върху или разглобяват магии, които биха могли да бъдат опасни.
- Изповед – сила, дадена на Изповедниците. Тя изтрива всичко, което човек някога е бил или за което е имал грижа, и вместо това го изпълва с отчаяно, пламенно желание да угоди на своя Изповедник по всякакъв начин.
- Конструирани магии – магии, прикрепени към предмет. Те могат да бъдат активирани по всяко време чрез вграден спусък.
- Портал - устройство, което позволява на хората да пътуват между светове.
- Благодат – религиозен и магически символ, който представлява Създателя и дара
- Хан – техническият термин за човешка магия. Понякога наричан още „искра на магията“ или „дарба“.
- Книга(и) за пътешествия – изградени по двойки, те позволяват на двама души да общуват писмено, независимо колко далеч са един от друг.
- Език на Сътворението – магически, символен език, свързан с физическите форми, които магията приема, когато е видима.
- Законът на деветките – магически закон, който означава, че нещата, които се предлагат в комплекти от по три, са по своята същност по-мощни, но три комплекта от по три комплекта са още по-мощни.
- Окултна сила – обратната сила на дара. Може да постигне неща, които дарбата обикновено не може, като например манипулиране на износването на времето върху човек или предмет и манипулиране на самия живот и смърт.
- Машина на поличбите – физическото проявление на Пророчеството в реалния свят. Тя е била скрита под Народния дворец в продължение на безброй поколения и е донякъде разумна.
- Куилион – кристал, използван за абсорбиране и прехвърляне на магия от един човек на друг. Работи само ако човекът първо бъде одран жив.
- Рада'хан — метална каишка, която поема контрол над човек чрез магията му. Използва се от Сестрите на светлината, за да държат обучаващите се Магьосници под контрол.
- Плащеницата на Вечността — магически воал, който премахва град Илдакар от времето и пространството.
- Субтрактивна магия – обратното на адитивната магия. Идва предимно от Подземния свят. Някога хората са се раждали с нея, но с времето се появявали все по-малко и по-малко. Може само да я унищожиш и да накараш нещата да изчезнат.
- Меч на истината – ключът към силата на ордена, създаден от сектата Орден, са двете му различни магии. Бялата е основната опора на силата на култа, носена от истински търсачи и използвана в гняв и състрадание.
- Храмът на ветровете — магически архив, който е донякъде разумен. Изпратен е в Подземния свят преди 3000 години, за да се защити опасното му съдържание от злоупотреба.
- Кули/Долина на гибелта — няколко кули, построени в редица, за да създадат изместваща се граница от илюзии, които да откъснат Новия свят от Стария свят преди 3009 години.
- Проверъчна мрежа — заклинание, използвано за разбиране на друго заклинание, като се види какво би направило и как би се изпълнило в безопасна среда. Обикновено се извършва в поле за задържане.

#### Вълшебни предмети
- Мечът на истината – принадлежи на Търсача на Истината (Ричард Рал). Веднъж попаднал в ръцете на един истински търсач, той предизвиква у него гняв, „призовава“ го. Чрез меча и гнева Ричард убива мнозина. На дръжката му е изписана релефно думата „Истина“. Търсачът трябва да е сигурен, че е в правото си да убие жертвата, дори и ако мечът не му го позволява. Ричард Рал може да нажежи острието до бяло и да убие всеки - дори и невинните.
- Агиел –  представлява червено, обвито с кожа, желязо със средна дължина около 25 см. С агиел си служат морещиците, за да измъчват своите жертви. Агиел причинява много силна, агонизираща болка на всеки, даже и на този, който го притежава.